# 258. pehotna brigada (ZDA)
258. pehotna brigada (izvirno angleško 258th Infantry Brigade) je bila pehotna brigada Kopenske vojske Združenih držav Amerike.

## Zgodovina
Brigada je bila ustanovljena z razpustitvijo 158. pehotnega polka ter razpuščena s preoblikovanjem v 258. vojaškopolicijsko brigado.